# Oltome-Tradition
Die Oltome-Tradition ist die moderne Bezeichnung einer vorgeschichtlichen Kultur in Ostafrika. Sie ist vor allem in Kenia bezeugt.
Die Oltome-Leute produzierten die bisher älteste Keramik in dieser Region. Diese ist dekoriert. Daneben fanden sich an deren Siedlungsplätze Steinwerkzeuge aus Quarz und Obsidian. Es handelt sich dabei meist um Mikrolithen. Es wurden auch Knochenwerkzeuge benutzt.
Die Oltome-Leute lebten anscheinend von der Jagd, vor allem Büffel und Flusspferde, aber auch Antilopen, Schweine und Vögel sind bezeugt. Der Fischfang, darunter vor allem Krebse und Lungenfische (Protopterus aethiopicus), spielte eine weitere wichtige Rolle. Muscheln fanden sich in großen Mengen an verschiedenen Plätzen. Überhaupt sind Muschelabfallhaufen typisch für diese Leute. Tierhaltung oder Ackerbau sind bisher nicht bezeugt.
Die Datierung der Oltome-Tradition bereitet der Forschung Schwierigkeiten. Radiokohlenstoff-Daten deuten einen Beginn um 5000 v. Chr. an, doch sind diese Daten umstritten, während andere Untersuchungen eher auf das zweite und erste vorchristliche Jahrtausend deuten.